# Gare de Guignicourt (Aisne)
Gare de Guignicourt vasútállomás Franciaországban, Guignicourt településen.

## Vasútvonalak
Az állomást az alábbi vasútvonalak érintik:
- Reims-Laon-vasútvonal

## Kapcsolódó állomások
A vasútállomáshoz az alábbi állomások vannak a legközelebb:
- Halte d'Aguilcourt - Variscourt
- Gare d’Amifontaine